# Brachinus explosus
Brachinus explosus är en skalbaggsart som beskrevs av Terry Erwin. Brachinus explosus ingår i släktet Brachinus och familjen jordlöpare. Inga underarter finns listade i Catalogue of Life.